# Soturnia
Soturnia – rodzaj wymarłego zauropsyda z podgromady anapsydów, rzędu Procolophonomorpha, rodziny Procolophonidae, żyjącego w późnym triasie na terenach Brazylii. Został opisany w 2003 roku przez Cisnerosa i Schultza ze skał formacji Caturrita w stanie Rio Grande do Sul (Brazylia). Wyróżnia się 1 gatunek: Soturnia caliodon.